# Banja (distrikt i Bulgarien, Burgas)
Banja (bulgariska: Баня) är ett distrikt i Bulgarien.   Det ligger i kommunen Nesebăr och regionen Burgas, i den östra delen av landet, 400 kilometer öster om huvudstaden Sofia.